# Seznam hraničních přechodů Chorvatska

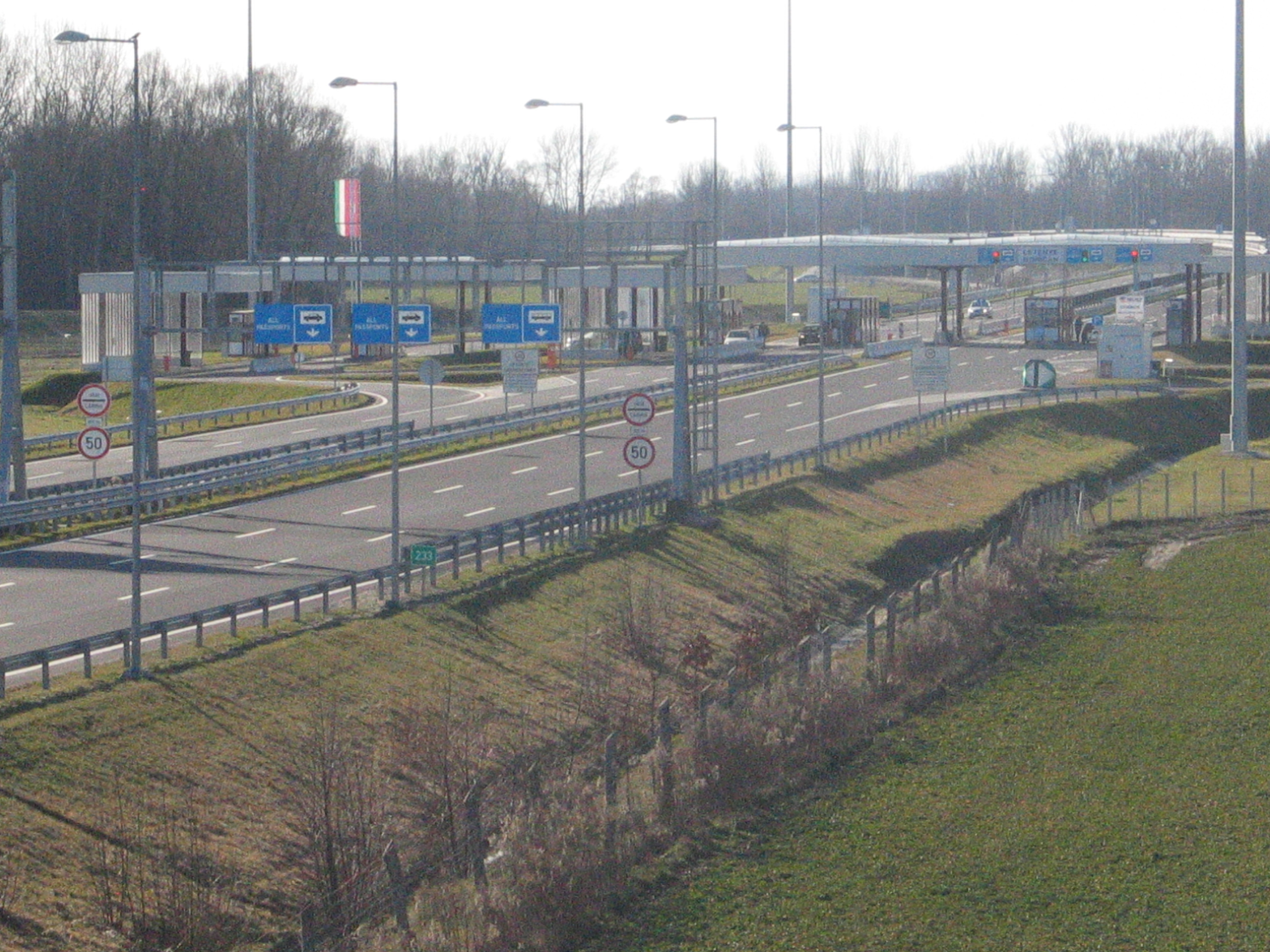
Maďarsko-chorvatský hraniční přechod Letenye-Goričan na dálnici A4

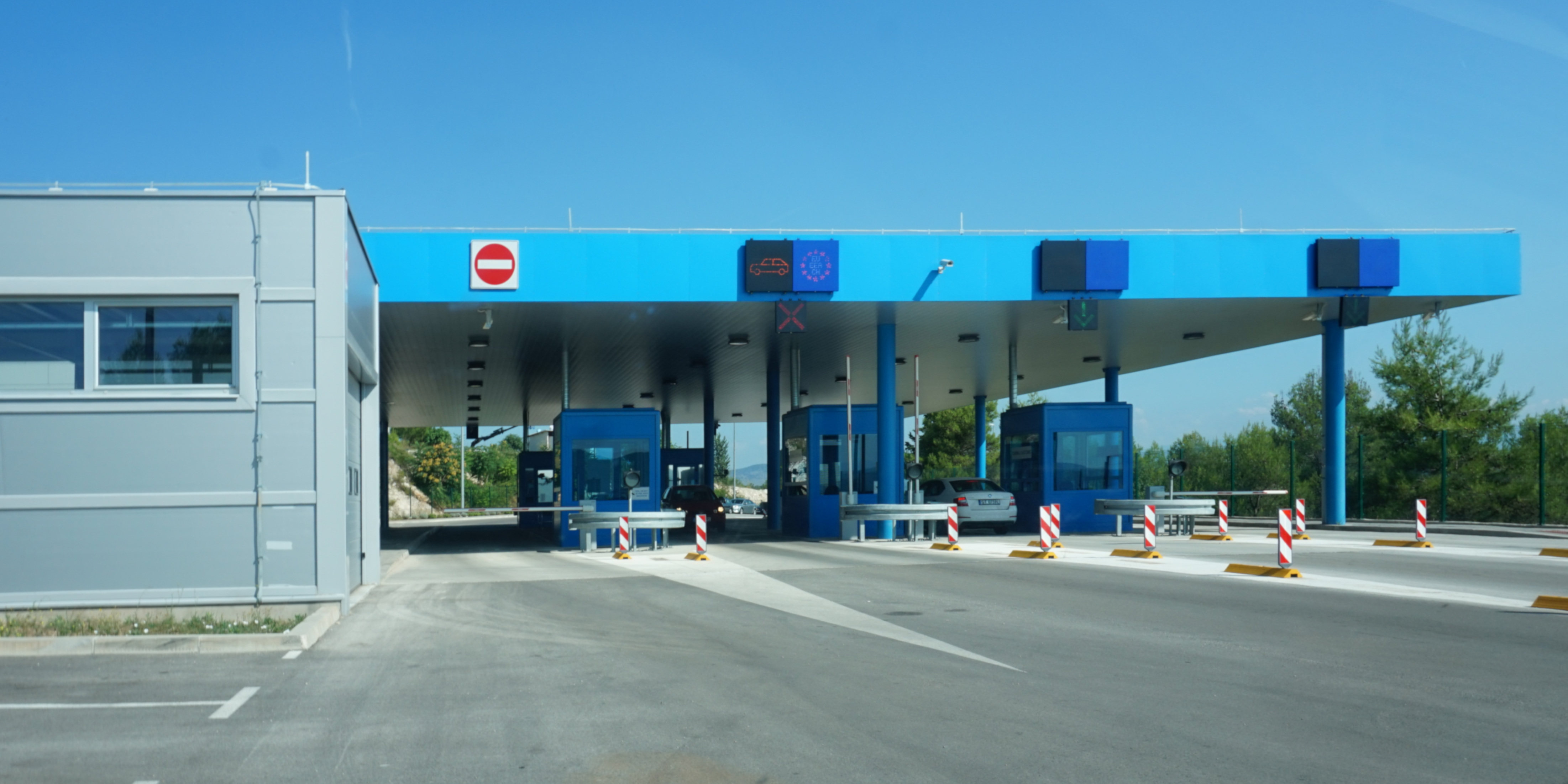
Hraniční přechod Mali Prolog – Crveni Grm s Bosnou a Hercegovinou

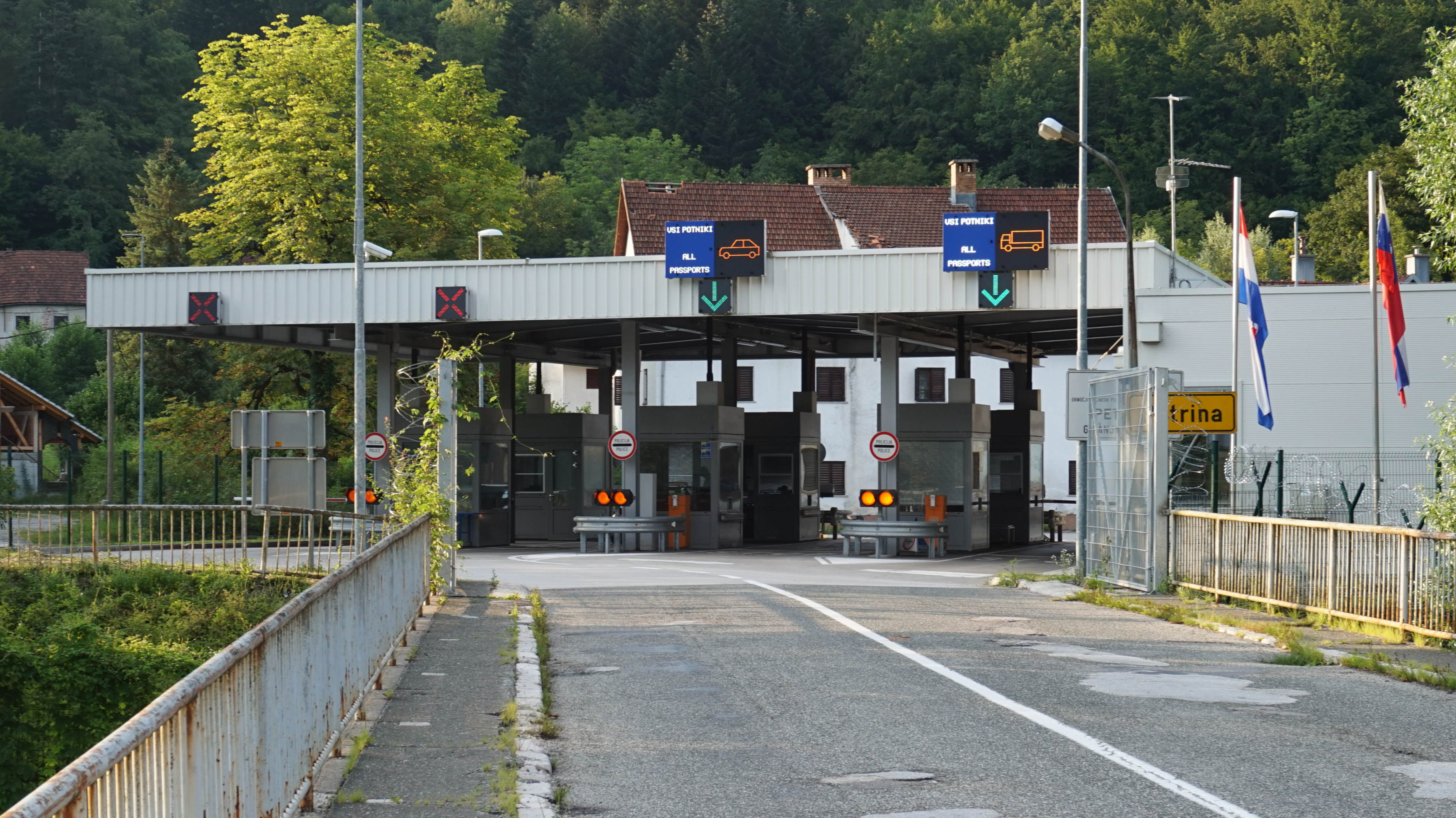
Hraniční přechod Brod na Kupi – Petrina se Slovinskem

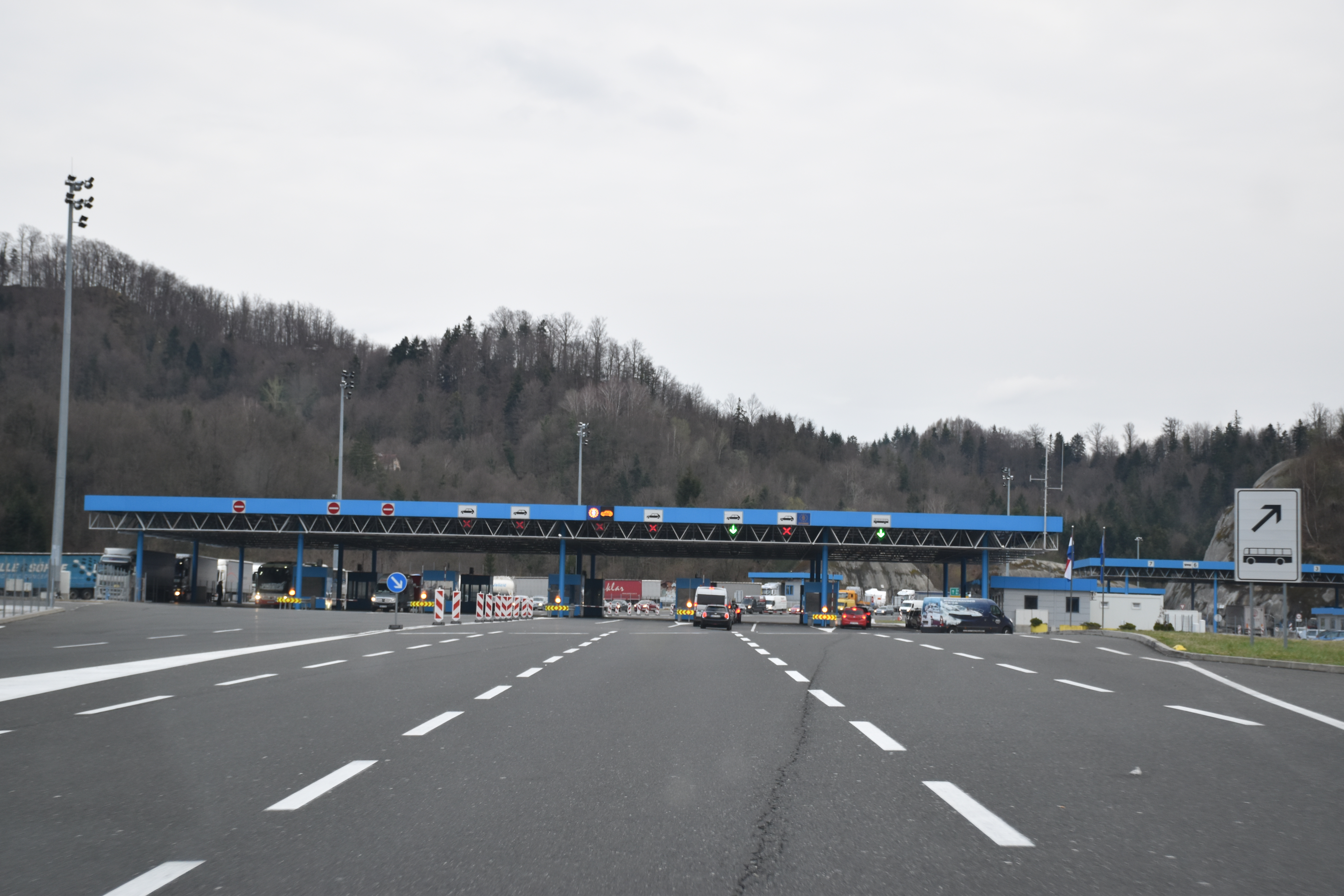
Chorvatsko-slovinský hraniční přechod Gornji Macelj-Gruškovje

Toto je seznam hraničních přechodů Chorvatska (chorvatsky granični prijelaz). Jsou zde uvedeny všechny dálniční, silniční a železniční hraniční přechody vedoucí z Chorvatska do sousedních zemí (Slovinsko, Maďarsko, Srbsko, Bosna a Hercegovina, Černá Hora). Nejsou zde uvedeny trajektové linky vedoucí po moři z Chorvatska do Itálie.
Plánované hraniční přechody, které ještě nebyly vystavěny, jsou v tabulkách označeny kurzívou. Jsou seřazeny podle zemí ve směru hodinových ručiček.

## Dálniční hraniční přechody
Kromě dálnice A3, na které se vyskytují dva hraniční přechody (jeden se Slovinskem a jeden se Srbskem), se na každé dálnici vyskytuje nanejvýš jeden dálniční hraniční přechod. Nejvíce dálničních hraničních přechodů má Chorvatsko se Slovinskem (celkem tři), ale například s Černou Horou nemá žádné.
| Název                     | Země                | Silnice |
| ------------------------- | ------------------- | ------- |
| Goričan – Letenye         | Maďarsko            | A4      |
| Beli Manastir – Ivándárda | Maďarsko            | A5      |
| Batrovci – Lipovac        | Srbsko              | A3      |
| Svilaj – Novi Grad        | Bosna a Hercegovina | A5      |
| Nova Sela – Bijača        | Bosna a Hercegovina | A10     |
| Rupa – Jelšane            | Slovinsko           | A7      |
| Bregana – Obrežje         | Slovinsko           | A3      |
| Gornji Macelj – Gruškovje | Slovinsko           | A2      |

## Silniční hraniční přechody

### Státní silnice
Toto je seznam silničních hraničních přechodů na státních silnicích. Státní silnice jsou označeny písmenem D a podobají se českým silnicím I. třídy.
| Název                                     | Země                | Silnice |
| ----------------------------------------- | ------------------- | ------- |
| Goričan – Letenye                         | Maďarsko            | D3      |
| Gola – Berzence                           | Maďarsko            | D41     |
| Terezino Polje – Barcs                    | Maďarsko            | D5      |
| Donji Miholjac – Drávaszabolcs            | Maďarsko            | D53     |
| Baranjsko Petrovo Selo – Beremend         | Maďarsko            | D211    |
| Duboševica – Udvar                        | Maďarsko            | D7      |
| Batina – Bezdan                           | Srbsko              | D212    |
| Erdut – Bogojevo                          | Srbsko              | D213    |
| Ilok – Bačka Palanka                      | Srbsko              | D2      |
| Tovarnik – Šid                            | Srbsko              | D46     |
| Gunja – Brčko                             | Bosna a Hercegovina | D214    |
| Županja – Orašje                          | Bosna a Hercegovina | D55     |
| Slavonski Šamac – Šamac                   | Bosna a Hercegovina | D7      |
| Slavonski Brod – Brod                     | Bosna a Hercegovina | D53     |
| Stara Gradiška – Gradiška                 | Bosna a Hercegovina | D5      |
| Jasenovac – Gradina Donja                 | Bosna a Hercegovina | D47     |
| Hrvatska Dubica – Kozarska Dubica         | Bosna a Hercegovina | D47     |
| Hrvatska Kostajnica – Bosanska Kostajnica | Bosna a Hercegovina | D30     |
| Matijevići – Novi Grad                    | Bosna a Hercegovina | D6      |
| Maljevac – Velika Kladuša                 | Bosna a Hercegovina | D216    |
| Ličko Petrovo Selo – Izačić               | Bosna a Hercegovina | D217    |
| Nebljusi (Užljebić) – Ripač               | Bosna a Hercegovina | D218    |
| Strmica – Bosansko Grahovo                | Bosna a Hercegovina | D33     |
| Obrovac Sinjski (Bili Brig) – Vaganj      | Bosna a Hercegovina | D219    |
| Kamensko – Prisika                        | Bosna a Hercegovina | D220    |
| Aržano – Prisika                          | Bosna a Hercegovina | D39     |
| Vinjani Gornji – Osoje                    | Bosna a Hercegovina | D76     |
| Vinjani Donji – Gorica                    | Bosna a Hercegovina | D60     |
| Mali Prolog – Crveni Grm                  | Bosna a Hercegovina | D222    |
| Metković – Doljani                        | Bosna a Hercegovina | D9      |
| Klek – Neum I                             | Bosna a Hercegovina | D8      |
| Zaton Doli – Neum II                      | Bosna a Hercegovina | D8      |
| Čepikuće – Donja Trebimlja                | Bosna a Hercegovina | D235    |
| Donji Brgat – Ivanica                     | Bosna a Hercegovina | D233    |
| Gunjina – Sutorina                        | Černá Hora          | D8      |
| Vitaljina – Njivice                       | Černá Hora          | D516    |
| Plovanija – Sečovlje                      | Slovinsko           | D200    |
| Kaštel – Dragonja                         | Slovinsko           | D510    |
| Požane – Sočerga                          | Slovinsko           | D210    |
| Pasjak – Starod                           | Slovinsko           | D8      |
| Prezid – Babno Polje                      | Slovinsko           | D32     |
| Čabar – Podplanina                        | Slovinsko           | D305    |
| Brod na Kupi – Petrina                    | Slovinsko           | D203    |
| Pribanjci – Vinica                        | Slovinsko           | D204    |
| Jurovski Brod – Metlika                   | Slovinsko           | D6      |
| Grdanjci – Stojdraga                      | Slovinsko           | D546    |
| Bregana – Slovenska vas                   | Slovinsko           | D231    |
| Harmica – Rigonce                         | Slovinsko           | D225    |
| Razvor – Bistrica ob Sotli                | Slovinsko           | D205    |
| Hum na Sutli – Rogatec                    | Slovinsko           | D206    |
| Lupinjak – Dobovec pri Rogatcu            | Slovinsko           | D207    |
| Dubrava Križovljanska – Zavrč             | Slovinsko           | D2      |
| Trnovec – Središče ob Dravi               | Slovinsko           | D208    |
| Banfi – Razkrižje                         | Slovinsko           | D227    |
| Mursko Središće – Petišovci               | Slovinsko           | D209    |

### Župní a lokální silnice
Toto je seznam hraničních přechodů na župních a lokálních silnicích. Župní a lokální silnice jsou označeny písmeny Ž a L a podobají se českým silnicím II. a III. třídy.

#### Se Srbskem
- Ilok II – Neštin
- Ilok (Principovac) – Sot
- Ilok (Principovac II) – Ljuba
- Bapska – Berkasovo
- Strošinci – Jamena

#### S Bosnou a Hercegovinou
- Svilaj – Donji Svilaj (plánovaný)
- Donji Dobretin – Ivanjska
- Veliki Obljaj – Bosanska Bojna
- Gejkovac – Miljkovići
- Pašin Potok – Zagrad
- Komesarac (Jukići) – Johovica
- Bogovolja – Hadžin Potok
- Kordunski Ljeskovac – Tržačka Raštela
- Željava – Baljevac
- Boričevac – Kulen Vakuf
- Doljani – Martin Brod
- Begluci – Bosanski Osredci[p 5]
- Neteka – Bosanski Osredci[p 5]
- Dugopolje – Resanovci
- Kaldrma – Resanovci
- Tiškovac Lički – Gornji Tiškovac
- Tiškovac Lički – Bauci
- Drenovac Osredački – Donji Tiškovac
- Kijevo – Uništa[p 5]
- Voštane – Mašete[p 5]
- Aržano – Porogon
- Aržano – Pazar[p 5]
- Aržano – Šiške
- Ričice (Cera) – Zavelim (Lučina)
- Ričice – Podbila
- Proložac – Vir (Čubrina)
- Vinjani Gornji – Veliki Galići
- Vinjani Gornji – Vinjani
- Nogale – Drinovačko Brdo
- Mijaca – Jabuka
- Granići – Kašće
- Orah – Orahovlje
- Mali Prolog – Prolog
- Prud – Zvirići
- Prud – Crnići
- Metković – Gabela (Gabela Polje I)
- Dobranje – Srijetež
- Goračići – Oskorušnica
- Badžula – Radež
- Imotica – Duži
- Trnovica – Hotanj
- Slano – Orahov Do
- Osojnik – Grebci
- Osojnik – Kaladurđevići
- Dubravka – Grab

#### Se Slovinskem
- Brič (Buje) – Brič (Koper)
- Kućibreg – Hrvoji
- Oprtalj – Brezovica pri Gradinu
- Kluni – Tuniši
- Gigante – Mulini
- Krbavčići – Rakitovec
- Slum – Rakitovec
- Jelovice – Podgorje
- Rupa – Novokračine
- Zamost – Osilnica
- Hrvatsko – Osilnica
- Gašparci – Bosljiva Loka
- Kuželj (Chorvatsko) – Kuželj (Slovinsko)
- Čedanj – Slavski Laz
- Blaževci – Sodevci
- Donje Prilišće – Žuniči
- Pravutina – Krasinec
- Vrškovac (Obrež) – Rakovec (Božakovo)
- Vivodina – Krmačina
- Kašt – Vidošiči
- Brašljevica – Boldraž
- Brašljevica – Radoši
- Priselje – Radovica
- Liješće – Bojanja vas
- Liješće – Brezovica pri Metliki
- Brezovica Žumberačka – Brezovica pri Metliki[p 6]
- Brezovica Žumberačka – Bušinja vas
- Pilatovci – Brezovica pri Metliki
- Pilatovci – Malo Lešče
- Sekulići – Jugorje
- Osunja – Vrbje
- Osunja – Prušnja vas
- Novo Selo Žumberačko – Planina v Podbočju
- Poklek – Premagovce
- Bregansko Selo – Slovenska vas
- Bregana – Slovenska vas
- Kraj Donji – Rakovec
- Donji Čemehovec – Župelevec
- Draše – Nova vas ob Sotli
- Mihanovićev Dol – Orešje na Bizeljskem
- Zagorska Sela – Sedlarjevo
- Miljana – Imeno
- Poljana Sutlanska – Podčetrtek
- Harina Žlaka – Podčetrtek
- Harina Žlaka – Vonarje
- Prišlin – Rajnkovec
- Glažuta – Gruškovje
- Cvetlin – Gradišče
- Zalužje – Pohorje
- Zlogonje – Medribnik
- Gornja Voća – Goričak
- Selci Križovljanski – Drenovec
- Mali Lovrečan – Goričak
- Dubrava Križovljanska – Hrastovec
- Otok Virje – Ormož
- Preseka – Središče ob Dravi
- Preseka – Godeninci
- Stanetinec – Kog
- Robadje – Gomila pri Kogu
- Robadje – Hermaninci
- Robadje – Globoka
- Čestijanec (Bukovje) – Gibina
- Sveti Martin na Muri – Hotiza

## Železniční hraniční přechody
Toto je seznam železničních hraničních přechodů. 

#### Se Slovinskem
- Savski Marof - Dobova
- Šapjane - Ilirska Bistrica
- Čakovec - Lendava
- Buzet - Rakitovec

#### Se Srbskem
- Erdut - Bogojevo
- Tovarnik - Šid

#### S Maďarskem
- Koprivnica - Gyékényes
- Kotoriba - Murakeresztúr
- Beli Manastir - Magyarboly

#### S Bosnou a Hercegovinou
- Drenovci - Brčko
- Volinja - Dobrljin
- Ličko Dugo Polje - Martin Brod
- Slavonski Šamac - Bosanski Šamac
- Metković - Čapljina